# Matanzas
Matanzas – miasto i port na Kubie, nad Zatoką Matanzas (hiszp.: Bahia de Matanzas), która jest częścią Cieśniny Florydzkiej, ośrodek administracji prowincji o tej samej nazwie. Matanzas znajduje się 90 km na wschód od Hawany i 32 km na zachód od ośrodka turystycznego Varadero. Miasto zamieszkuje 143,7 tys. mieszkańców (2004).

## Zabytki i atrakcje turystyczne

### Obiekty sakralne
- Katedra Świętego Karola Boromeusza - siedziba diecezji, klasycystyczny kościół zbudowany w roku 1693 i odbudowany około roku 1750. Katedra od lat jest zaniedbana i dawna świetność fresków i zdobionych sufitów jest prawdopodobnie nie do odzyskania.
- Cmentarz Świętego Karola Boromeusza
- Kościół Świętego Piotra Apostoła (hiszp.: Iglesia de San Petro Apóstol) - klasycystyczna świątynia w dzielnicy Versalles, również zaniedbana.
- Iglesia de Monserrate - kościół z widokiem na miasto i dolinę rzeki Yumurí
- Kościół Milagrosa - pierwotnie Willa Bellamar (hiszp.: Quinta de Bellamar), jeden z największych domów w mieście. Kościół katolicki zakupił budynek w roku 1956.

### Mosty
Matanzas jest znane jako miasto mostów, których znajduje się tu 21.
- Puente Calixto Garcia - stalowy most z roku 1899 nad rzeką San Juan. Prowadzi na główny plac miasta - niewielki Plaza de La Vigía,
- Puente de la Concordia nad rzeką Yumurí,
- Bacunayagua (w pobliżu, na Via Blanca).

### Pozostałe obiekty

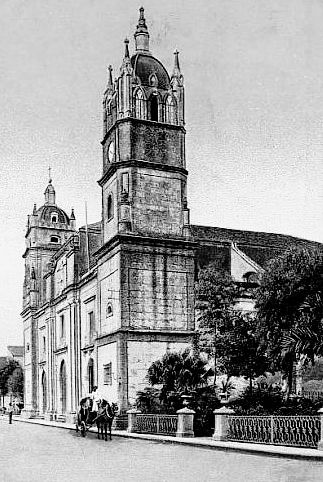
Katedra w roku 1906

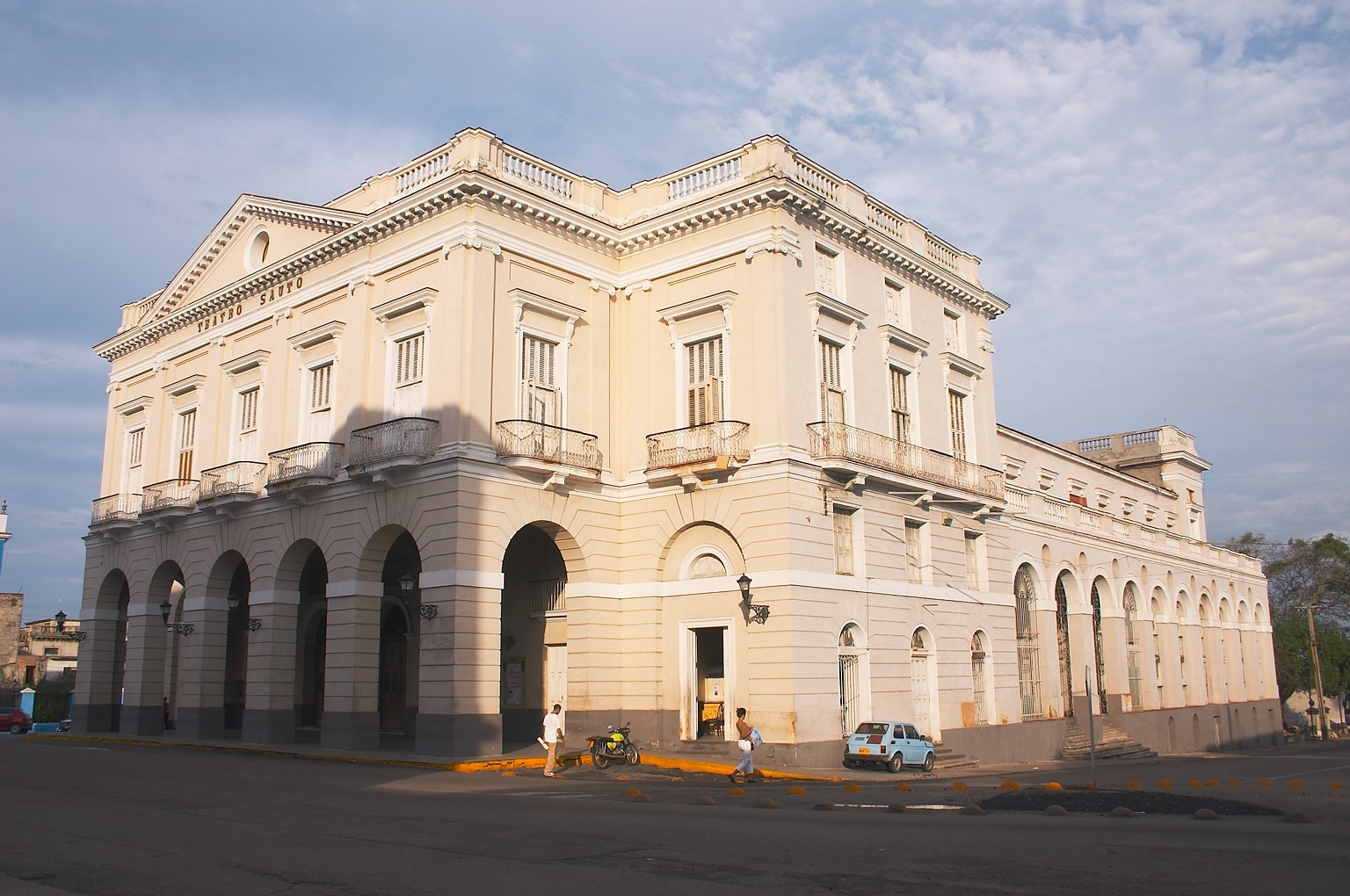
Teatr Sauto

- Teatr Sauto - jeden z najbardziej znanych teatrów na Kubie, cieszący się renomą ze względu na swą unikalną akustykę. Hol zbudowanego w roku 1863 teatru zdobiony jest marmurowymi rzeźbami bogiń Greckich oraz malowidłami muz na suficie. Teatr ma 775 miejsc. Występowali tu między innymi Enrico Caruso, Sarah Bernhardt, gitarzysta Andrés Segovia i Anna Pawłowa.
- Pałac Sprawiedliwości (hiszp.: Palacio de Justicia) - wzniesiony w roku 1826
- Pałac Junco (hiszp.: Palacio del Junco) - budynek z roku 1840, siedziba Muzeum Historii Prowincji
- Casino Español - dawne kasyno, obecnie biblioteka
- Zamek Świętego Seweryna (hiszp.: Castillo de San Severino) - zbudowany przez Hiszpanów w 1735 roku. Służył jako punkt rozładunku niewolników w XVIII wieku, a do lat '70 XX wieku jako więzienie.

## Współpraca
- Alicante, Hiszpania
- Vilanova i la Geltrú, Hiszpania
- Pittsburgh, Stany Zjednoczone
- Cuatla, Meksyk
- Campeche, Meksyk
- Apan, Meksyk
- Erongarícuaro, Meksyk
- Ziracuaretiro, Meksyk
- Taretan, Meksyk
- Paracho, Meksyk
- Nuevo Parangaricutiro, Meksyk
- Charapan, Meksyk
- Turicato, Meksyk
- Nahuatzen, Meksyk
- Chilchota, Meksyk
- Nueva Italia de Ruiz, Meksyk
- Tingambato, Meksyk
- Lombardía, Meksyk
- Uruapan, Meksyk
- Sahuayo, Meksyk
- Pajacuarán, Meksyk
- Villamar, Meksyk
- Venustiano Carranza, Meksyk
- Jiquilpan, Meksyk
- Ciudad del Carmen, Meksyk
- Omealca, Meksyk
- Niżny Nowogród, Rosja